# Магритт (кинопремия, 2016)
6-я церемония вручения премии бельгийской Академии Андре Дельво «Магритт» за 2015 год состоялась 6 февраля 2016 года в брюссельском конференц-центре «Квадрат».
Номинанты церемонии были объявлены 12 января 2016 года. Церемония проходила под председательством актрисы Мари Жиллен. Ведущим выступил Шарли Дюпон. Фильм режиссёра Жако ван Дормаля «Новейший завет» получил награду как лучший фильм года.

## Статистика
Фильмы, получившие по несколько номинаций.
| Фильм                        | Оригинальное название           | Номинации | Победы |
| ---------------------------- | ------------------------------- | --------- | ------ |
| • Новейший завет             | Le Tout Nouveau Testament       | 10        | 4      |
| • Все кошки серы             | Tous les chats sont gris        | 9         | 2      |
| • Аллилуйя                   | Alleluia                        | 8         | 4      |
| • Я умер, но у меня друзья   | Je suis mort mais j’ai des amis | 7         | 1      |
| • Ущербность                 | Prejudice                       | 6         | —      |
| • Мелоди                     | Melody                          | 4         | 1      |
| • Быть                       | Être                            | 2         | 1      |
| • Семейство Белье            | La Famille Bélier               | 2         | 1      |
| • Ни на небесах, ни на земле | Ni le ciel ni la terre          | 2         | —      |
| • Пустошь                    | Waste Land                      | 2         | —      |

## Список лауреатов и номинантов
| Лучший фильм | Лучший режиссёр |
| --- | --- |
| «Новейший завет» / Le Tout Nouveau Testament - «Все кошки серы» / Tous les chats sont gris - «Я умер, но у меня друзья» / Je suis mort mais j’ai des amis - «Мелоди» / Melody - «Ущербность» / Prejudice | Жако Ван Дормаль — «Новейший завет» - Бернар Белефруа — «Мелоди» - Савина Делликур — «Все кошки серы» - Фабрис Дю Вельц — «Аллилуйя»                      |
| Лучший актёр | Лучшая актриса |
| Вим Вилларт — «Я умер, но у меня друзья» - Франсуа Дамьен — «Семейство Белье» - Були Ланнерс — «Все кошки серы» - Жереми Ренье — «Ни на небесах, ни на земле» | Верле Батенс — «Многообещающее начало» - Анни Корди — «Воспоминания» - Кристель Корнил — «Что увидел Жак» - Иоланда Моро — «Путешествие в Китай»          |
| Лучший актёр второго плана | Лучшая актриса второго плана |
| Лоран Капеллуто — «Справедливость или хаос» - Арно Хинтьенс — «Ущербность» - Давид Муржиа — «Новейший завет» - Марк Зинга — «Дипан» | Анн Косенс — «Все кошки серы» - Иоланда Моро — «Новейший завет» - Элена Ногерра — «Аллилуйя» - Бабетида Саджо — «Пустошь»                                 |
| Самый многообещающий актёр | Самая многообещающая актриса |
| Бенжамин Рамон — «Быть» - Артур Больс — «Ущербность» - Ромен Желен — «Новейший завет» - Давид Тилеманс — «Пышный» | Люси Дебе — «Мелоди» - Манон Капель — «Все кошки серы» - Пили Груан — «Новейший завет» - Стефани Ван Виве — «Быть»                                        |
| Лучший сценарий | Лучший первый фильм |
| «Новейший завет» — Тома Гюнзиг и Жако Ван Дормаль - «Аллилуйя» — Фабрис Дю Вельц и Венсан Тавье - «Я умер, но у меня друзья» — Гийом Маландрен и Стефан Маладрен - «Ущербность» — Антуан Кёйперс и Антуан Вотерс                                                                                            | «Все кошки серы» / Tous les chats sont gris - «В следующем году» / L’Année prochaine - «Ущербность» / Prejudice                                           |
| Лучший фламандский фильм | Лучший иностранный фильм совместного производства |
| «Арденны» / D’Ardennen - «Бельгийская рапсодия» / Brabançonne - «Железный таракан» / Cafard - «Пустошь» / Waste Land | «Семейство Белье» / La Famille Bélier - «Маргарита» / Marguerite - «Песнь моря» / Song of the Sea - «Ни на небесах, ни на земле» / Ni le ciel ni la terre |
| Лучший оператор | Лучшие декорации |
| «Аллилуйя» — Мануэль Дакосс - «Новейший завет» — Кристоф Бокарн - «Ущербность» — Фридерик Наромм | «Аллилуйя» — Эммануель де Мелемеестер - «Все кошки серы» — Поль Росчоп - «Я умер, но у меня друзья» — Ева Мартин                                          |
| Лучший дизайн костюмов | Лучшая оригинальная музыка |
| «Дама в очках и с ружьём в автомобиле» — Паскалин Шаванн - «Все кошки серы» — Сабина Запителли - «Я умер, но у меня друзья» — Элиза Ансьон | «Новейший завет» — Ан Пьерле - «Аллилуйя» — Венсан Каай - «Мелоди» — Фридерик Вершеваль                                                                   |
| Лучший звук | Лучший монтаж |
| «Аллилуйя» — Эммануель де Боссю, Фредерик Меерт, Людовик Ван Пахтербек - «Новейший завет» — Франсуа Дюмон, Мишель Шилингс, Доминик Варнье - «Я умер, но у меня друзья» — Марк Бастьен, Марк Енгельс, Франко Пископо                                                                                         | «Аллилуйя» — Анн-Лор Гиго - «Все кошки серы» — Эвин Рике́рт - «Я умер, но у меня друзья» — Янник Лерой                                                     |
| Лучший игровой короткометражный фильм | Лучший анимационный короткометражный фильм |
| - «Чёрный медведь» / L’Ours noir - «Джей среди мужчин» / Jay parmi les hommes - «Всё в порядке» / Tout va bien | - «Последняя дверь на юг» / Dernière porte au Sud - «Духи из моркови» / Le Parfum de la carotte - / фр. Tranche de campagne                               |
| Лучший документальный фильм | |
| «Человек, который регулирует женщин: Гнев Гиппократа» / L’Homme qui répare les femmes: la colère d’Hippocrate - «Служба занятости» / Bureau de chômage - «Нигде мне нет места: Кинематограф Шанталь Акерман» / I Don’t Belong Anywhere: The Cinema of Chantal Akerman - «Корабль дураков» / La Nef des fous | |
| Почётный Магритт | |
| ★ Венсан Линдон | |